# Лубське
Лубське́ — село Бишівської сільської громади Фастівського району Київської області. Розташоване за 7 км від с. Бишів. Площа населеного пункту — 51,3 га. Населення — 45 осіб. Кількість дворів — 132.
Вперше позначений як хутір без назви на карті Шуберта 1868 року. Назва походить від річки Лупи, над якою знаходиться цей населений пункт. У 1923 році на хуторі Лупське мешкало 71 чоловік.
У 1950-ті роки тут була садиба колгоспу ім. Молотова. Нині у Лубському діє кінно-спортивний комплекс, який і є основним підприємством села.

## Населення

### Мова
Розподіл населення за рідною мовою за даними перепису 2001 року:
| Мова       | Кількість | Відсоток |
| ---------- | --------- | -------- |
| українська | 53        | 100%     |